# Albin von Wentzky (Landrat)

Albin v. Wentzky

Albin von Wentzky (* 24. Januar 1804 auf Gut Reichen bei Namslau, Oberschlesien; † 23. Juni 1849 ebenda) war ein Landrat im Königreich Preußen.

## Leben
Albinus von Wentzky wurde als Sohn des Gutsbesitzers Hans Friedrich von Wentzky und Petersheyde (1763–1851), Herr auf Reichen, geboren. Von Wentzky studierte zuerst an der Universität Breslau und danach ab Oktober 1824 in Heidelberg Rechtswissenschaft.
In der Breslauer Zeit wurde er Mitglied im Corps Silesia, in Heidelberg beim Corps Saxo-Borussia.
1848 bis 1849 war von Wentzky Landrat des Kreises Namslau. Entweder Albinus oder sein jüngerer Bruder Benno waren mit dem Komponisten Robert Schumann befreundet.
Von Wentzky war der Sohn von Hans Friedrich von Wentzky (1763–1831) und dessen dritter Ehefrau Friederike Wilhelmine von Schickfuß Neuendorf (1781–1855). Albin von Wentzky war seit 1832 mit Caroline von Eisenhart (1809–1886) verheiratet. Sein Enkel war der preußische General der Kavallerie Albin von Wentzky (1860–1917).